# Дом Рихтера
Дом Рихтера (чеш. Richtrův dům), он же Мартиницкий дом (чеш. Martinický dům), он же Дом у голубого оленя (чеш. Dům U Modrého jelena) — здание в центре Праги, в историческом районе Старе-Место, между Малой площадью, Михальской улицей и Главсовой улочкой (чеш. Hlavsova ulička). Здание соседствует с костёлом Святого Архангела Михаила, домом «У Золотой лилии» и домом «У Золотого орла». Охраняется как памятник культуры с 1958 года.

## История

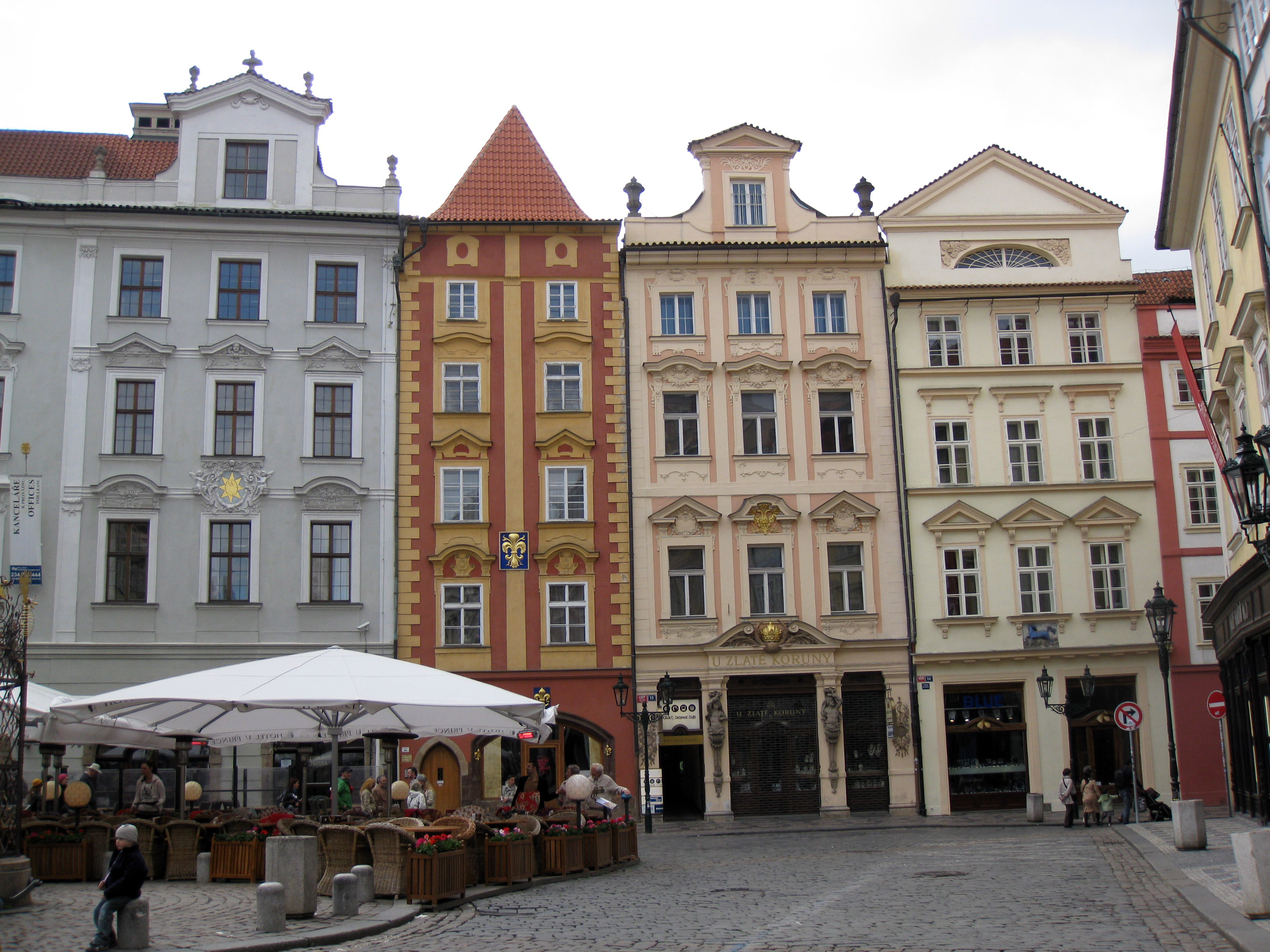
Слева направо дома — Рихтера, «У Золотой лилии», «У Золотого орла», «У Чёрного конька»

Земля под зданием изначально принадлежала разным владельцам, и на их участках располагались отдельные здания, впоследствии объединённые. Некоторые из этих зданий во второй половине XIV века принадлежали соседнему костёлу Святого Архангела Михаила.
В восточной части здания, у Малой площади, сохранилась романская основа первой половины XIII века.
Отдельные дома, стоявшие на площади, занимаемой нынешним зданием, несколько раз перестраивались в готическом стиле. Следы тех перестроек до сих пор заметны от первого, до второго, или, в западной части комплекса, до третьего этажа. Последние перестройки в готическом стиле относятся к концу XV века.
Во второй половине XVI века произошла реконструкция домов в стиле ренессанс, особенно заметная c Михальской улицы. В рамках этой реконструкции, отдельные здания стали больше и выше.
В 1714–1726 годах несколько отдельных зданий были объединены, и получившийся комплекс был реконструирован в стиле барокко по заказу графини Марии Йозефы фон Мартиниц. В третьей четверти XVIII века здание было опять реконструировано в стиле рококо. В 1798 году со стороны, обращенной к Малой площади, был пристроен портик в стиле классицизма работы Иоганна Людвига Краннера (нем. Johann Ludwig Kranner).
С 1882 года в этом здании располагалась первая телефонная станция «Пражской телефонной компании» (чеш. Pražské podnikatelství pro telefony). Она была первой телефонной станции в Праге. В первые дни станция обслуживала всего дюжину абонентов, а через несколько месяцев их стало уже около сотни. Она была ликвидирована в 1902 в рамках плана по централизации управления связью в здании главпочтамта Праги на Йиндржишской улице, где располагалась телефонная станция Праги до 1925 года, до её перевода в собственное здание в Жижкове.